# Scaphyglottis atwoodii
Scaphyglottis atwoodii är en orkidéart som beskrevs av Robert Louis Dressler. Scaphyglottis atwoodii ingår i släktet Scaphyglottis och familjen orkidéer.
Artens utbredningsområde är Costa Rica. Inga underarter finns listade i Catalogue of Life.